# Баран, Яков Ионович
Яков Ионович Бара́н (1916 — 1992) — советский инженер-механик.

## Биография
Родился 10 марта 1916 года в Киеве в еврейской семье. Окончил ХПИ (1941), инженер-механик.
- 1933—1941 — на Харьковском паровозостроительном заводе: копировщик, конструктор в бюро трансмиссии танкового конструкторского отдела; в
- 1941—1954 — на Уралвагонзаводе: нач. КБ, зам. главного конструктора по танкостроению;
- 1954—1976 — зам. главного конструктора на Харьковском заводе имени В. А. Малышева.

Автор пятискоростной коробки перемены передач танка Т-34-85. 
Один из ведущих конструкторов легких танков БТ-2, БТ-5, БТ-7, Т-32, средних Т-34, Т-54, Т-64 и их модификаций.
Умер в 1992 году в Харькове.

## Награды и премии
- Ленинская премия (1967)
- Сталинская премия третьей степени (1943) — за усовершенствование конструкций средних танков
- Сталинская премия первой степени (1946) — за разработку конструкции нового танка и коренное усовершенствование существующего среднего танка[2]
- орден Трудового Красного Знамени (20 января 1943) — за образцовое выполнение задания Правительства по увеличению выпуска танков, танковых дизелей и бронекорпусов
- орден «Знак Почета» (1944)
- орден Красной Звезды (19 сентября 1941) — за образцовое выполнение заданий Правительства по выпуску танков
- орден Отечественной войны II степени (1945)
- медали